# Corps Hasso-Nassovia
Le Corps Hasso-Nassovia Marburg est une fraternité étudiante combattante et portant couleur (de) du Kösener Senioren-Convents-Verband (KSCV). Le corps réunit des étudiants et des anciens élèves de l'Université Philippe de Marbourg.

## Histoire
La couleur (de) de Hasso-Nassovia est vert maigre clair-blanc-bleu ciel avec une percussion argentée. Il est accompagné d'une casquette d'étudiant vert clair de mai. La bande de renard est blanc-clair peut vert-blanc.
La devise est Virtuti sempre corona ! La devise du blason est Vivant fratres intimo foedere iuncti ! (VFIFI ).

### Hassia Marburg
Le Corps Hassia est créé le 23 juin 1807 par des membres de la Landsmannschaft Lahnania avec les couleurs noir-vert-rouge et la devise Virtus et honos fortificant circulum. Ces couleurs auraient déjà été portées vers 1802 par un cercle de Basse-Hesse à Marbourg, dans le cadre de l'ordre des harmonistes (de) dès 1802. Depuis 1824, probablement déjà depuis le 19 juin 1822, elle porte les couleurs vert, blanc et rouge avec des casquettes vertes . Après le départ de quelques membres pour cause de querelles et la création, le 29 novembre 1837, d'une nouvelle Marcomannia de très courte durée, Hassia se dissout à la fin du semestre d'hiver 1837/38. Elle est renouvelée le 27 mai 1838. Teutonia Marburg (de), le seul corps avec Hassia qui existe encore au semestre d'hiver 1838/39, a été fondé le 7 août 1825 avec les couleurs bleu-rouge-or et un bonnet bleu . Teutonia s'est formellement dissoute le 13 novembre 1838. Lors de disputes, de refus de satisfactions et de bagarres sur le marché, l'(ancien) senior des Hessois arrache la barbe du senior des Teutons. C'est pourquoi Hassia doit également se dissoudre début 1839. Selon les listes de corps de Kösen en 1930, elle comptait jusqu'alors 601 membres. Lors de la célébration du 300e anniversaire de l'université Philippe, Hassia a fourni, avec 46 couples et 16 adjoints, plus de représentants que Teutonia, Lahnania et Hanovia réunies.
Lorsque les Teutons (10 mai) et les Hessois (15 juillet) reprennent leurs activités au semestre d'été 1839, ils changent tous deux l'une de leurs couleurs. Teutonia revient au bleu-rouge-or. Hassia ajoute à son nom Nassovia et choisit les couleurs vert foncé-blanc-bleu foncé avec une percussion argentée. C'est une composition des anciennes couleurs de la Hesse et des Nassau de Göttingen. La bande de renoncement est d'abord vert foncé-bleu foncé-blanc sans percussion, mais elle est changée le 14 juin 1841 en blanc-vert-blanc avec percussion argentée. Le noyau du corps est constitué de tous les derniers Hessois, pour autant qu'ils soient redevenus actifs à Marbourg. Otto von Gehren (de) et le fondateur Emil Haupt (de) en font partie. Le caractère national du corps est encore si fort à l'époque que l'ajout de "Nassovia" provoque le passage de Teutons originaires du Duché de Nassau. Parmi eux, les fondateurs Friedrich Großmann, Wilhelm Spieß et Eduard Lindpaintner. Les autres fondateurs Wilhelm Ammann, Wilhelm Dörr, Hermann Trägel et Carl Trägel ainsi que les premiers renards Ferdinand Conradi et Ludwig Seyberth (de) sont également originaires de Nassau. Lorsqu'il est diplômé du lycée de Weilbourg, Haupt est Nassauer de Göttingen. Ainsi, le 15 juillet 1839 est la date de fondation de Hasso-Nassovia ; mais l'ajout de "Nassovia" cache son histoire en tant que prolongement direct de l'ancienne Hassia.
Les Hessois de Marbourg Karl Bernhardi et August Kugler (de) et les Hessois de Nassau Carl Braun et Wilhelm Liebknecht sont députés du Reichstag de la confédération de l'Allemagne du Nord. Gottlob Wolff von Gudenberg (de) et Theodor Schilling (de) sont députés à la Chambre des représentants de Prusse.

### Histoire récente

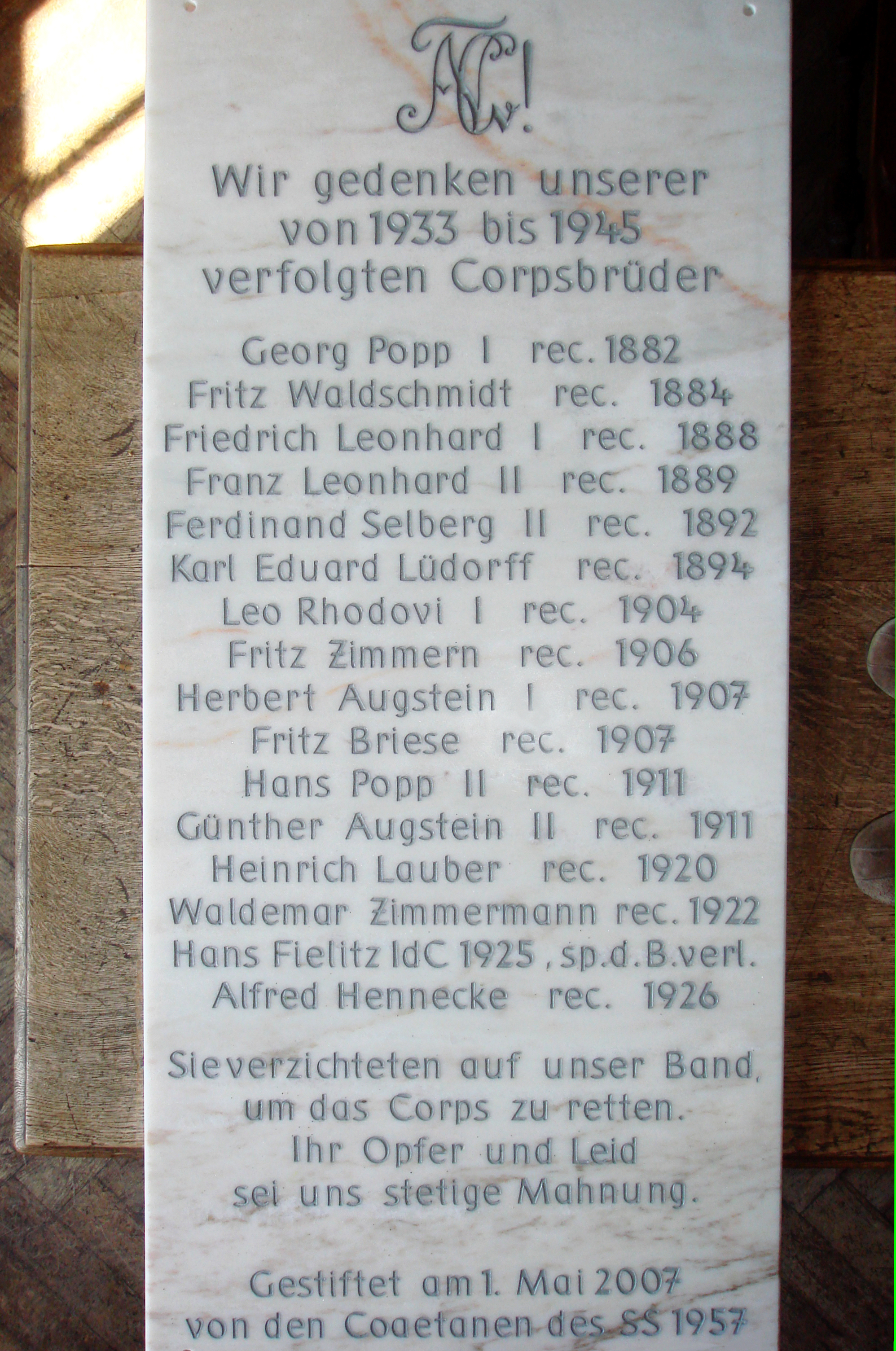
Plaquette (2007)

En 1876, 1918 et 1919, Hasso-Nassovia fournit les présidents de l'oKC. Le 16 mars 1920, l'ancien officier de marine Bogislav von Selchow (de) est élu chef du corps étudiant Marburg (Stukoma) lors d'une réunion dirigée par le premier chargé de mission de Hasso-Nassovia. La réunion s'est tenue à la Hessen-Nassauer-Haus, car le Corps préside alors le Marburger Waffenring. Le but de l'association est de soutenir activement le putsch de Kapp et de protéger les maisons de la corporation d'un assaut redouté des ouvriers communistes. Après l'effondrement du putsch, le Stukoma a été utilisé à la demande de la Reichswehr en Thuringe, où six membres du Corps ont participé aux meurtres de Mechterstädt (de).
Le 16 juillet 1933, le Corps introduit le principe du chef . Sous la pression du cercle général allemand des armes (de) et du KSCV, elle s'engage également en faveur du paragraphe aryen. À la suite de cela, les seize frères du Corps concernés déposent le ruban en 1933/34. Le membre d'honneur Rudolf Brunzlow les a remerciés en 1946 "pour ce lourd sacrifice". Depuis 2007, une plaque commémorative dans le hall d'entrée de la maison du corps de Hasso-Nassovia rappelle Georg Popp (de), Fritz Waldschmidt, Friedrich Leonhard, Franz Leonhard (de), Ferdinand Selberg, Karl Eduard Ludorff, Leo Rhodovi, Fritz Zimmer, Herbert Augstein, Fritz Briese, Hans Popp, Günther Augstein, Heinrich Lauber, Waldemar Zimmermann, Hans Fielitz et Alfred Hennecke. L'inscription se lit comme suit : 
WIR GEDENKEN UNSERER VON 1933 BIS 1945 VERFOLGTEN CORPSBRÜDER. 
SIE VERZICHTETEN AUF UNSER BAND, UM DAS CORPS ZU RETTEN.
IHR OPFER UND LEID SEI UNS STETIGE MAHNUNG!
Comme toutes les autres fraternités de Marbourg, Hasso-Nassovia se dissout le 20 mai 1936, mais l'association des anciens continue à exister. A partir de 1938, les Anciens soutiennent la camaraderie Allmenroeder. Fin 1946, onze étudiants (tous d'anciens soldats) se sont regroupés pour former la communauté étudiante de Hesse. Sous la protection de Franz Leonhard (de), elle est soutenue par les anciens jusqu'à ce qu'elle soit absorbée par le Corps Hasso-Nassovia reconstitué le 16 juillet 1950.

## Maison du corps

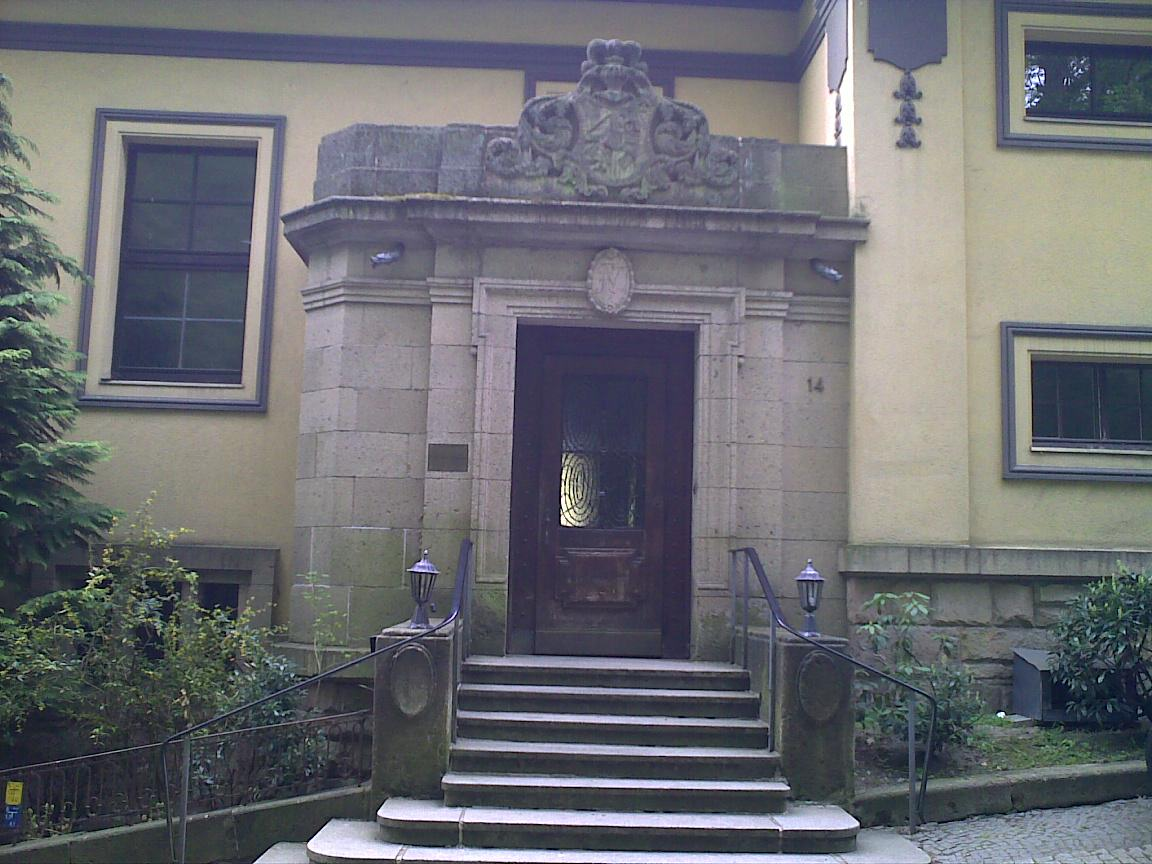
Entrée

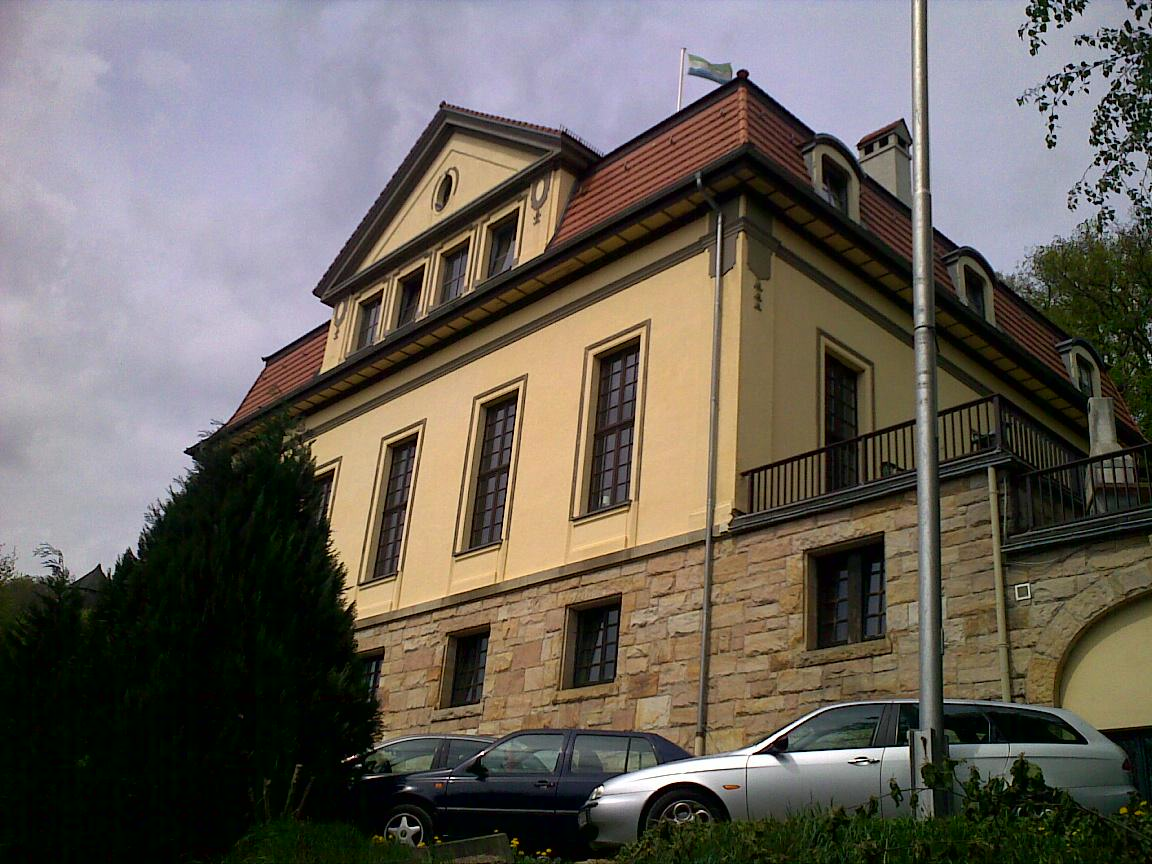
Maison de Corps, côté jardin

En 1888, la première maison du corps est construite. Pour des raisons d'espace, il doit céder la place à l'actuelle maison du corps, qui est construite en 1909 sur la Lutherstrasse.

## Relations
Cartels
Corps Nassovia Würzburg
Corps Rhenania Bonn (de)
Corps Suevia Freiburg (de)
Corps Baruthia (de) Erlangen
Corps Franconia Tübingen (de)
Corps Borussia Halle
Corps Saxonia Leipzig
Amis
Corps Rhenania Heidelberg (de)

## Membres
Par ordre alphabétique

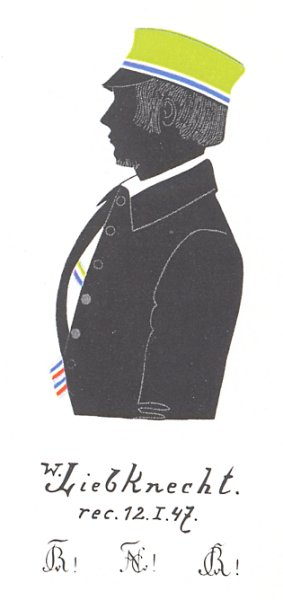
Wilhelm Liebknecht (1847)

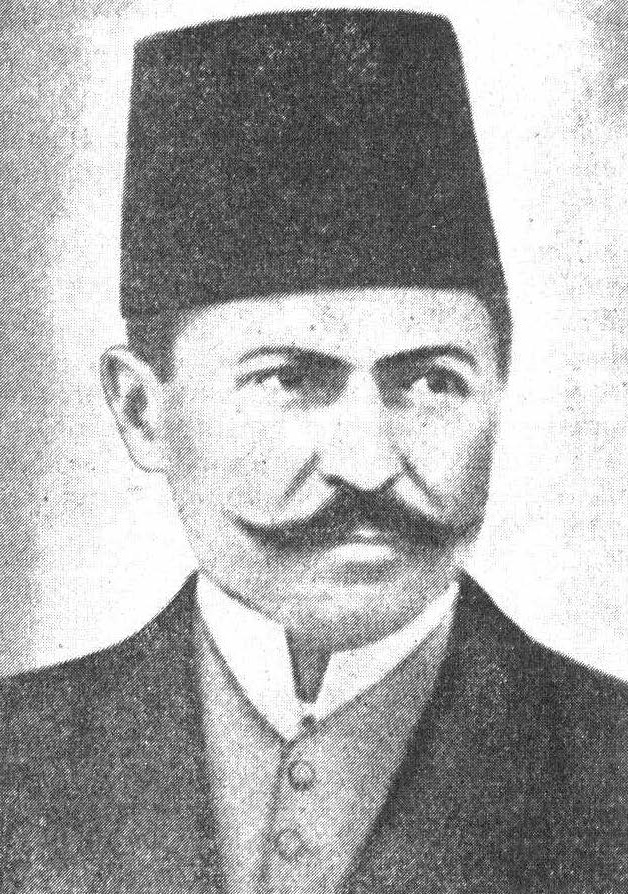
Julius Wieting Pascha

- Curt Adam (de) (1875-1941), ophtalmologue
- Christian Albers (de) (1870-1944), notaire, député du Bürgerschaft de Brême
- Walter Bauer (1877-1960), théologien
- Alexander Baustädt (de) (1828-1905), président du consistoire de Stade
- Friedrich Beneke (de) (1853-1901), philologue classique, professeur de lycée à Oldenbourg, Bochum et Hamm
- Friedrich Benthaus (de) (1884-1978), manager de l'industrie houillère, membre du directoire de Friedrich Krupp AG
- Hans Berckemeyer (de) (1873-1957), membre honoraire, juriste industriel dans les mines
- Hermann Bickell (de) (1844-1897), directeur de l'arrondissement de Saverne (de)
- Hans Bielenberg (de) (1883-1970), juriste et administrateur de l'arrondissement de la Saale (de)
- Fritz Bierhaus (de) (1879-1965), industriel
- August Blencke (de) (1868-1937), orthopédiste et professeur d'université
- Bernhard Blencke (de) (1903-1979), orthopédiste et professeur d'université
- Dieter Bock (de) (1939-2010) entrepreneur et hôtelier
- Karl Braun (1822-1893), député du Reichstag
- Philipp Broemser (de) (1886-1940), physiologiste, recteur de l'Université Louis-et-Maximilien de Munich
- Hugo Brunner (de) (1853-1922), historien, directeur de la bibliothèque d'État à Cassel
- Axel Bruns (de) (1915-1990), capitaine, titulaire de la croix de chevalier, directeur de l'arrondissement de Celle
- Otto Butterlin (de) (1900-1956), chimiste et artiste peintre au Mexique
- Carl Claus (1835-1899), zoologiste et anatomiste
- Paul Cormann (de) (1868-1952), président du tribunal régional supérieur de Stettin
- Fritz Cropp (de) (1887-1984), médecin, fonctionnaire médical et national-socialiste
- Gottfried Drenckmann (de) (1889-1977), propriétaire de moulins, entrepreneur et conseiller municipal à Magdebourg
- Walter Drenseck (de) (1941-2011), juriste fiscaliste, juge fédéral
- Albert Duncker (de) (1843-1886), enseignant et bibliothécaire
- Rudolf Theis Eden (de) (1883-1925), chirurgien (plastie d'Eden-Hybinette)
- Erich Eichelberg (de) (1912-1989), directeur de la ville de Celle
- Hermann Ernst Endemann (de) (1796-1846), juriste, recteur de l'université Philippe de Marbourg
- Herwart Fischer (de) (1885-1938), médecin légiste
- Karl Fouquet (de) (1855-1937), général
- Otto von Gehren (de) (1817-1896), administrateur de l'arrondissement de Ziegenhain, de l'arrondissement de Frankenberg (de) et de l'arrondissement d'Homberg (de), député du Reichstag et de la chambre des représentants de Prusse, citoyen d'honneur de la ville de Homberg (Efze)
- Philipp von Gehren (de) (1868-1931), propriétaire de manoirs, administrateur de l'arrondissement de Goldap
- Reinhard von Gehren (de) (1865-1930), administrateur de l'arrondissement d'Homberg (de), gouverneur pour la province de Hesse-Nassau, député de la chambre des représentants de Prusse
- Nicola Geisse-Winkel (de) (1872-1932), chanteur d'opéra (baryton)
- Felix Genzmer (1878-1959), historien du droit et scandinave
- Theodor Gies (de) (1845-1912), professeur de chirurgie à l'université de Rostock
- Carl Götz (de) (vers 1820-1879), administrateur de l'arrondissement d'Hünfeld
- Karl Grimm (de) (1826-1893), juriste, député du Reichstag et de la chambre des représentants de Prusse
- Salomon Hahndorf (de) (1801-1890), journaliste et homme politique
- Adolf Harbers (de) (1860-1918), juriste en assurances
- Adolf Hasenkamp (de) (1874-1936), professeur d'économie nationale à l'université technique de Dantzig
- Walter Hassenpflug (de) (1855-1921), administrateur de l'arrondissement de Strelno (de), curateur de l'université Philippe de Marbourg, député au parlement provincial de Hesse-Nassau (de) et au parlement communal de l'électorat de Hesse
- Hermann Hengsberger (de) (1900-1987), juge fédéral
- Heinrich Heppe (de) (1820-1879), théologien protestant
- Karl Herquet (de) (1832-1888), archiviste et historien
- Helmuth Hertling (de) (1891-1942), biologiste marin
- Karl Hertzog (de) (1875-1960), maire de Mersebourg
- Heinrich Hildebrand (de) (1866-1940), professeur titulaire de médecine légale à Marbourg
- Albert Hoffa (1859-1907), chirurgien et orthopédiste
- Kurt Hofmeier (de) (1896-1989), pédiatre
- Wolfram Hucke (de) (1914-2011), ambassadeur au Guatemala et à Cuba
- Ernst Hueter (de) (1896-1954), professeur d'électrotechnique théorique
- Maximilian Jahrmärker (de) (1872-1943), psychiatre à Marbourg
- Adolf Kempkes (de) (1871-1931), cofondateur du Parti populaire allemand, chef de la chancellerie du Reich en 1923, député du Reichstag
- Wilhelm Kiesselbach (de) (1839-1902), professeur d'ORL à Erlangen
- Werner Kindler (de) (1895-1976), médecin ORL et professeur d'université à Solingen, Berlin et Heidelberg
- Bruno Kirchhof (de) (1890-1976), juriste, fonctionnaire administratif, maire de Detmold, député de Rhénanie-du-Nord-Westphalie (FDP)
- Otto Klepper (de) (1888-1957), juriste et ministre des finances prussien
- Ernst Koch (de) (1808-1858), juriste poète
- Richard Küch (de) (1860-1915), physicien et chimiste
- Hermann Kümmell (de) (1852-1937), chirurgien
- Franz Leonhard (de) (1870-1950), juriste à Marbourg
- Richard Lepsius (de) (1885-1969), chimiste et juge du Reich
- Kurt von Lettow-Vorbeck (de) (1879-1960), juriste, administrateur de l'arrondissement de Cochem et de l'arrondissement de Prenzlau, homme politique (DNVP)
- Gerhard Littmann (de) (1910-1973), commissaire de police à Francfort-sur-le-Main
- Walter Lochte-Holtgreven (de) (1903-1987), physicien
- Hermann Loerbroks (de) (1883-1954), procureur général à Berlin
- Georg Lucas (de) (1865-1930), président du tribunal économique du Reich, député du Reichstag
- Carl Ludwig (1816-1895), citoyen d'honneur de Leipzig, fondateur de Hasso-Nassovia
- Emil Mannkopff (de) (1836-1918), professeur titulaire de médecine interne à Marbourg
- Karl Erich Marung (de) (1876-1961), médecin et fonctionnaire ministériel
- Viktor von Meibom (de) (1821-1892), juriste à Rostock, Tübingen et Bonn
- Peter Friedrich Mengel (de) (1884-1967), juriste administratif
- Hans Meyer (de) (1897-1963), juge fédéral
- Alfred Richard Meyer (de) (1882-1956), écrivain, poète et éditeur
- Eduard Müller (de) (1876-1928), médecin et professeur d'université (médecine interne, neurologie, maladies infectieuses)
- Julius Oppermann (de) (1825-1880), journaliste démocrate à l'époque de la révolution allemande de 1848/49 à Nassau
- Hans von Pezold (de) (1870-1935), éducateur sexuel
- Karl Heinrich Piderit (de) (1857-1918), administrateur de l'arrondissement de Detmold (de)
- Georg Popp (de) (1861-1943), criminologue
- Ludwig Poppelbaum (de) (1866-1940), sénateur de la ville de Göttingen, maire et citoyen d'honneur de Wesel
- Eckart Ranft (de) (1925-2015), président du tribunal des finances de Brême
- Eduard Rehn (de) (1880-1972), chirurgien
- Ludwig Rehn (de) (1849-1930), chirurgien, première opération à cœur ouvert en 1896
- Johannes Reinmöller (de) (1877-1955), chirurgien maxillo-facial à Rostock et Wurtzbourg
- Albert Ruppersberg (de) (1854-1930), pédagogue et chercheur en histoire locale en Sarre
- Wilhelm Scheffer (de) (1844-1898), député du Reichstag, administrateur de l'arrondissement d'Ahaus (de) et de l'arrondissement de Schlochau
- Georg Schlüter (de) (1859-1938), maire de Greifswald
- Adolf Schmidtmann (de) (1851-1911), fondateur de l'Institut pour l'hygiène de l'eau, du sol et de l'air
- Carl Schönemann (de) (1854-1920), ophtalmologue, homme politique
- Fritz Schoenemann (de) (1887-1964), capitaine des mines de la Sarre
- Ludwig Seyberth (de) (1818-1910), officier de l'office de Rüdesheim, administrateur de l'arrondissement de Biedenkopf (de)
- Wilhelm Seyberth (de) (1849-1937), conseiller juridique privé, député de la chambre des représentants de Prusse
- Hans Siefart (de) (1881-1958), juriste d'entreprise
- Heinz Dietrich Stoecker (de) (1915-1998), juriste, ambassadeur en Suède et en Bulgarie
- Thomas Strieder (de) (né en 1957), juriste, ambassadeur en République du Congo
- Friedrich Suntheim (de) (1849-1927), conseiller à la cour impériale
- Karl Thewalt (de) (1825-1895), conseiller à la cour impériale
- Roland Ulbrich (de) (né en 1961), avocat, député de Saxe (AfD)
- Werner Vogel (de) (1907-1992), juriste, fonctionnaire, homme politique (NSDAP, Verts)
- Hans Heinrich Wachs (de) (1822-1895), médecin, propriétaire terrien, député du Reichstag (NLP)
- Otto Wachs (de) (1874-1941), administrateur de l'arrondissement de Jork et de l'arrondissement de Dithmarse-du-Sud (de), membre du conseil d'administration de la banque régionale de la province du Schleswig-Holstein
- Otto Wachs (de) (1909-1998), porte-parole du conseil d'administration de HAPAG, médaillé de bronze aux compétitions olympiques de voile en 1936
- Rudolf Weber-Lortsch (de) (1908-1976), juriste administratif et juge fédéral
- Werner Wedemeyer (de) (1870-1934), juriste et professeur d'université, président de VAC
- Haimar Wedemeyer (de) (1906-1998), fils de Werner Wedemeyer, juriste dans l'administration financière, navigateur olympique et commandant de sous-marin
- Carlos Wetzell (de) (1890-1973), industriel
- Julius Wieting (de) (1868-1922), chirurgien et officier sanitaire, pacha
- Peter Woeste (de) (né en 1959), ambassadeur allemand au Malawi et au Rwanda
- Georg Wolff (de) (1845-1929), professeur de lycée et archéologue
- Hermann Wolff von Gudenberg (de) (1812-1880), administrateur de l'arrondissement d'Hünfeld et de l'arrondissement de Schlüchtern
- Alfred Zintgraff (de) (1878-1944), écrivain, explorateur, chancelier du Négus d'Abyssinie

## Titulaire de la médaille Klinggräff
Les personnes suivantes ont reçu la médaille Klinggräff de l'Association des anciens étudiants de corps (de) :
- Peter Woeste (de) (1989)
- Nils Habbe (de) (2005)
- Andreas Munch (2007)